# Топонимия Канады
Топонимия Канады — совокупность географических названий, включающая наименования природных и культурных объектов на территории Канады. Структура и состав топонимии страны обусловлены её географическим положением и богатой историей.

## Название страны
Название Канада происходит от слова kanata, означающего «поселение», «деревня» и «земля», «край» на языке лаврентийских ирокезов, зимовавших в деревне Стадакона (в окрестностях современного Квебека). Первых индейцев Жак Картье встретил на Гаспе в 1534 году в летнем лагере. (Ср. с минго kanötayë’ «деревня, город» и ононд. ganatáje «город» из других ирокезских языков.) В 1535 году жители местности, где ныне располагается город Квебек, использовали слово kanata, чтобы показать бретонскому мореплавателю направление в деревню Стадакона. Вскоре после экспедиции Картье лаврентийское племя бесследно исчезло — как показали археологические раскопки, скорее всего, в результате войн с гуронами и южными ирокезами. Картье позже использовал слово «Канада» для обозначения не только деревни, но и всей области, находившейся под контролем местного вождя Доннаконы. С 1545 года европейские книги и карты обозначали этот регион и все берега реки Св. Лаврентия словом «Канада». Впоследствии это название перешло и на большинство соседних территорий в Северной Америке, управлявшихся Британской империей.
На политической карте название «Канада» появилось в 1791 году, когда согласно Конституционному акту, принятому английским парламентом, были образованы владения Нижняя Канада (бывшая Новая Франция) и Верхняя Канада (английские колонии); в 1841 году они были объединены в единую колонию Канада, которая получила независимость в 1867 году.
Полное название страны, введенное в 1867 году — «Доминион Канада» (англ. Dominion of Canada). Термин «доминион», предложенный канадским министром Сэмуэлем Тилли, отсылает к библейскому стиху Псалтирь 72:8, в котором говорится об обладании (англ. dominion) землей «от моря до моря и от реки до концов земли». К этому же стиху отсылает государственный девиз Канады A mari usque ad mare. Изначально доминионами назывались все колонии Британской империи, затем — колониальные автономии, обладавшие самоуправлением; после же распада империи термин перешел на некоторые страны Содружества, но к концу XX века постепенно вышел из употребления. В Канаде название «Доминион Канада» перестало использоваться с начала 1960-х годов, однако никогда не было законодательно упразднено, поэтому формально остается официальным полным названием страны.

### Неформальные названия
На английском языке Канаду также называют «Great White North» (Великий белый Север). Впервые так назвал Канаду Адольф Грили в 1895 году.
Другие неформальные названия Канады — Borealia («северная»), Lumberjack Country (Страна лесорубов), Nova Britannia (Новая Англия, Новая Британия), Land of Maple Syrup (Страна кленового сиропа).

## Формирование и состав топонимии
В лингвистическом отношении топонимия Канады делится на две основные группы: коренные (субстратные) и новые (переселенческие) топонимы. Некоторые авторы предлагают выделять америндейский, франкоязычный и англоязычный топонимические пласты. В числе субстратных В. А. Жучкевич выделяет подгруппы эскимосских и индейских топонимов. Эскимосская топонимия распространена в основном на северном побережье Канады, Баффиновой Земле, Лабрадоре. Эскимосские топонимы, как правило, не имеют древних корней, а создаются на базе современного эскимосского языка. Среди этого вида топонимов преобладают форманты кангек (мыс), квинертак (остров), нарсак (долина) и т. д. Гораздо хуже сохранились америндейские названия, среди которых преобладают топонимы алгонкинской группы. На втором месте по распространённости — топонимы атабаскского происхождения. Некоторые топонимы происходят от этнонимов — например, озеро Гурон — от этнонима племени гуронов, река Оттава и город Оттава — от этнонима оттава, озеро Эри, федеральный округ, ледник, река и озеро Атабаска и т. д.
Индейская топонимия особенно широко представлена в гидронимии Канады. По имеющимся оценкам, среди названий озёр порядка 80 % составляют названия, имеющие индейское происхождение, тогда как среди названий рек — менее 50 %. Ойконимы индейского происхождения чаще всего происходят от гидронимов близлежащих водоёмов, но иногда имеют и самостоятельное значение — например, Саскатун, Оттава, Макамик, Капескейсинг, Аттаванискат, Темискаминг, Уосуонини и другие.
Что касается пласта новых (переселенческих топонимов), Жучкевич выделяет в нём следующие подгруппы:
- мемориальные названия на северном побережье и внутренних районах Канады
- англоязычные названия (англо-канадские)
- франкоязычные названия (франко-канадские)
- немецкоязычные названия
- названия из славянских языков
- названия из других некоренных языков[13].

На крайнем севере и в береговой зоне Канады преобладают названия мысов, бухт, фиордов. Большинство этих топонимов носит коммеморативный характер (в названиях прослеживается связь с историческим прошлым): Баффинова Земля, Гудзонов залив, реки Маккензи, Нельсон, Колумбия, остров Виктория, горы Робсон, Колумбия, Гарибальди и т. д..
Доминирующее положение в канадском топономиконе занимает англоязычная топонимия. Она составляют основной фон на почти на всей территории страны за исключением Квебека. Англоязычная топонимия достаточно проста и легко раскрывается из современного английского языка. Типичными примерами англоязычных топонимов являются гидронимы Блэкуотер, Литл-Смоки-Ривер, Клир-Уотер, Фрейзер, Колдуотер, Ред-Ривер, Биг-Ривер, ойконимы Эдмонтон, Летбридж, Медисин-Хат, Досон-Крик, Шарлоттаун, Гамильтон, Ньюмаркет, Вудсток, Дрифтвуд, Дринкуотер, названия перевалов Кроус-Нест, Кикин-Хоз, Йеллоухед, Спрейнджер.
Топонимы, происходящие из славянских языков, в топономиконе Канады представлены незначительно, несмотря на то, что численность населения славянского происхождения достаточно велика. Так, по состоянию на 2016 год, в стране проживало 1,4 млн украинцев (3,95 % населения), 1,1 млн поляков (3,2 % населения), более 600 тысяч русских (1,8 % населения), но удельный вес славянской топонимии значительно меньше, что обусловлено прежде всего поздней иммиграцией — иммигранты из славянских стран в основном селились в уже сложившихся поселениях и редко создавали новые. К числу славянских топонимов Канады относятся Тоцке, Конистино, Новосельце, Тамбовка, Каменка, Горелое, Троицкое, Веригино и другие.
Что касается немецкоязычной топонимии, несмотря на высокий удельный вес этнических немцев (более 3,3 млн человек, или 9,64 % населения страны), количество немецких топонимов очень незначительно, к их числу относятся Брудерхайм, Ньюдорф, Форестберг и другие.
Португальские и баскские географические названия зафиксированы в восточной Канаде, на Ньюфаундленде и Лабрадоре, например, гидронимы Аквафорт (англ. Aquaforte), Фермьюз (англ. Fermeuse), ойконим Феролл-Пойнт (англ. Ferolle Point). Для западного побережья (провинция Британская Колумбия) характерны топониминации испанского происхождения (ср. гидронимы пролив Хуан-де-Фука, англ. Juan de Fuca Strait; пролив Маласпина, англ. Malaspina Strait). Но испанское, баскское и португальское воздействие было не так продолжительно и ощутимо, как французское и английское.

### Топонимия Квебека
Топонимия Квебека представляет собой особое топонимическое пространство, воспринимаемое в полиэтнической Канаде как целостная, специфическая франкоязычная система. За 400-летний период существования провинции топонимия постоянно изменялась и дополнялась. Транслитерация аборигенных топонимов привела к появлению многочисленных орфографических вариантов одних и тех же названий, например, ойконим «Квебек» встречался в следующих вариантах: Québec, Québecq, Kebec, Kebbek, Cabecke, Kabecke, Kephek, Kepe.k, Games, некоторое время существовал его фонетический вариант — с 1630 года ударение ставилось на первый слог. Одной из причин подобного разнообразия вариантов является их зависимость от ассимиляции во французском или английском языках.
В настоящее время корпус франкоязычной топонимии Квебека составляет 80 000 тополексем (72 %), аборигенной — 10 441 (10 %), англоязычный пласт включает 12 700 лексических единиц (12 %). Среди франкоязычных топонимов, особенно на берегах реки и залива Святого Лаврентия, много коммеморативных, связанных с именами путешественников и миссионеров. Многие топонимы французского происхождения получили англоязычное звучание. Среди известных французских топонимов — Сен-Морис, Вермильон, Ришельё, Монреаль, Труа-Ривьер, Белвилл, Броквилл, Л’Асомпсьон и другие.
Квебекскими специалистами разработана мультимедийная система TOPOS, с помощью которой можно получить исчерпывающие сведения о названии географического объекта, его географических координатах, языковой и территориальной принадлежности, картографических источниках, дате официального признания топонима и т. п. Для осуществления в провинции единой топонимической политики в 1977 году в соответствии с Хартией французского языка создана Топонимическая комиссия Квебека.

## Топонимическая политика
Вопросами топонимической политики в Канаде занимается созданный в 1897 году Совет по географическим названиям Канады, входящий в структуру министерства природных ресурсов.

### на русском языке

#### книги
- Доржиева Г.С. Топонимия Квебека как отражение франкоязычной культуры региона (этнолингвистический аспект) - Автореферат диссертации на соискание учёной степени доктора филологических наук. — М., 2011. — 50 с.
- Жучкевич В.А. Общая топонимика. Издание 2-е, исправленное и  дополненное. — Минск: Вышэйная школа, 1968. — 432 с.
- Ильина А.Ю. Топонимия англоязычной Канады. — М.: Palmarium Academic Publishing, 2014. — 252 с. — ISBN 978-3-639-87843-1.
- Инструкция по русской передаче английских географических названий / Ред. Л. И. Аненберг. — М., 1975. — 80 с.
- Инструкция по русской передаче географических названий Франции / Сост. К. Т. Бойко; Ред. Г. Г. Арутюнова. — М., 1982. — 78 с.
- Никонов В.А. Краткий топонимический словарь / ред. Е.И.Белёв. — М.: Мысль, 1966. — 509 с. — 32 000 экз.
- Поспелов Е. М. Географические названия мира. Топонимический словарь / отв. ред. Р. А. Агеева. — 2-е изд., стереотип. — М.: Русские словари, Астрель, АСТ, 2002. — 512 с. — 3000 экз. — ISBN 5-17-001389-2.
- Словарь географических названий зарубежных стран / А. М. Комков. — М.: Недра, 1986. — 459 с.

#### статьи
- Ильина А.Ю., Куприянова М.Е. Топонимические номинации англоязычной Канады как знаки культуры // Вестник Российского университета дружбы народов. Серия: Теория языка. Семиотика. Семантика : журнал. — 2012. — № 4. — С. 50—56. — ISSN 2313-2299.

### на других языках
- Ewart, J.S. (1912-1917). The Kingdom Papers. Vol. I. Toronto: McClelland, Goodchild, and Stewart. Архивировано из оригинала 15 февраля 2006.{{cite encyclopedia}}:  Википедия:Обслуживание CS1 (формат даты) (ссылка)
- Francis, R. Douglas; Jones, Richard; Smith, Donald B. Journeys: A History of Canada. — Nelson College, 2009. — ISBN 978-0176442446.
- Johansen, Bruce Elliott. The Encyclopedia of Native American Economic History (англ.). — Greenwood Publishing Group, 1999. — ISBN 978-0313306235.
- Marsh, James H. The Canadian Encyclopedia. — The Canadian Encyclopedia, 1999. — ISBN 978-0-7710-2099-5.
- Mithun, Marianne. The Languages of Native North America. — Cambridge: Cambridge University Press, 1999. — ISBN 0-521-29875-X.
- Orkin, Mark M (2010), The Name Canada: An Etymological Enigma (PDF), Canadian English: A Linguistic Reader, Kingston, Ontario: Strathy Language Unit, Queen's University, Архивировано (PDF) 24 сентября 2015
- Rayburn, Alan. Naming Canada: Stories about Canadian Place Names (англ.). — University of Toronto Press, 2001. — P. 14—17. — ISBN 978-0-8020-8293-0.
- Juan Francisco Maura. Sobre el origen hispánico del nombre ‘Canadá’ //  Lemir: Revista de Literatura Española Medieval y del Renacimiento. Nº. 20, 2016, págs. 17—52.